# Дзенцьолувка
Дзенцьолувка (пол. Dzięciołówka) — село в Польщі, у гміні Корицин Сокульського повіту Підляського воєводства.
Населення — 79 осіб (2011).
У 1975-1998 роках село належало до Білостоцького воєводства.

## Демографія
Демографічна структура станом на 31 березня 2011 року:
|          | Загалом | Допрацездатний вік | Працездатний вік | Постпрацездатний вік |
| -------- | ------- | ------------------ | ---------------- | -------------------- |
| Чоловіки | 45      | 5                  | 27               | 13                   |
| Жінки    | 34      | 2                  | 11               | 21                   |
| Разом    | 79      | 7                  | 38               | 34                   |